# Refinaria de Petróleo Riograndense
A Refinaria Riograndense de Petróleo é uma refinaria de petróleo brasileira, em Rio Grande, no estado do Rio Grande do Sul. Construída em 7 de setembro de 1937 foi a primeira refinaria de petróleo a ser construída no Brasil.
A Refinaria Riograndense de Petróleo foi elaborada por um grupo de empresários rio-grandenses, uruguaios e argentinos, entre eles Eustáquio Ormazábal, João Francisco Bastos Tellechea e os argentinos Raul Aguiar e Manuel Morales.
Utilizando método simples de refino, a Refinaria Riograndense de Petróleo operava com petróleo importado do Equador, que cruzava a Argentina. Nessa fase inicial de operações, em 1935, a Destilaria Riograndense foi surpreendida por uma medida do governo argentino que proibiu a reexportação de petróleo, inviabilizando o esquema de recebimento de matéria-prima da empresa. Com a proibição de tráfego de óleo em trânsito para outros países em seus portos, se fez necessário que a importação fosse realizada através do porto da cidade de Rio Grande, também no Rio Grande do Sul, e que logo após resultou na construção da Refinaria de Petróleo Ipiranga, inaugurada em 1936, próxima ao porto. Em torno da década de 1970, devido a decisão do governo argentino, a primeira refinaria de petróleo do Brasil entrou em processo descontínuo.
O controle acionário das Empresas Petróleo Ipiranga foi adquirido em março de 2007, pela Petrobras, Ultrapar e Braskem.